# 哲学
哲学（てつがく、フィロソフィー、古代ギリシア語: φιλοσοφία、古代ギリシア語ラテン翻字: philosophía、英: philosophy、羅: philosophia）とは、存在や理性、知識、価値、意識、言語などに関する総合的で基本的な問題についての体系的な研究であり、それ自体の方法と前提を疑い反省する、理性的かつ批判的な探求である。 
ルートヴィヒ・ウィトゲンシュタインによれば、哲学は思想を論理的に浄化する活動それ自体のことをいう。

## 概説
哲学の主要な分野としては、認識論、倫理学、論理学、そして形而上学が挙げられる。認識論では、知識とは何かという問題と、どのようにして知識を得ることができるかという問題について研究する。倫理学では、道徳的な原則と、正しい行いを構成するものは何かということについて研究する。論理学では、正しい推論についての研究と、良い論証と悪い論証をどのように見分けることができるかについての研究を行う。形而上学は、現実や存在、客体と属性の最も一般的な特徴についての検討を行う。哲学のその他の分野としては、美学、言語哲学、心の哲学、宗教哲学、科学哲学、数学の哲学、歴史哲学、政治哲学などが挙げられる。これらそれぞれの分野において、異なった原理や理論、方法を推し進める学派が存在する。
哲学を行う者は哲学知を得るために多くの方法を用いる。例えば、概念分析、コモン・センスや直観を頼ること、思考実験、自然言語の分析、現象を記述すること、批判的問いかけなどである。哲学は、科学、数学、ビジネス、法、ジャーナリズムなど、様々な分野と関連する。哲学は学際的な視点を提供し、様々な分野における基本的な概念とそれらの分野の範囲を研究し、それらが用いる方法やその倫理的意味合いについても研究する。
歴史上、影響力のある哲学の伝統としては、西洋哲学、アラブ・ペルシア哲学、インド哲学、中国哲学などがある。西洋哲学は古代ギリシアに起源を持ち、哲学における幅広い下位分野をカバーする。アラブ・ペルシア哲学における主要なトピックは理性と啓示の関係であり、インド哲学はどのようにして悟りに達するかの精神的な問題と、現実の本質や知識にたどり着く方法の探求を結びつける。中国哲学は主に正しい社会的行動や統治、そして自己修養に関する実践的な問題に焦点を置く。
哲学を行う人を哲学者（てつがくしゃ、フィロソファー、英: philosopher、希: φιλόσοφος）と呼ぶことがある。
歴史上、物理学や心理学など、多くの個別的な科学が哲学の一部から発生した。

### 語源
「哲学」は英語で「philosophy（フィロソフィー）」といい、語源は古典ギリシア語の「φιλοσοφία（フィロソフィア）、古代ギリシア語ラテン翻字: philosophía」に由来する。直訳すれば「知を愛する」という意味である。「哲学」という日本語は、明治時代に西周がフィロソフィーに対してあてた訳語である。

### 古代ギリシアにおける「フィロソフィア」
古典ギリシア語の「フィロソフィア（古希: φιλοσοφία、古代ギリシア語ラテン翻字: philosophía、ピロソピアー、フィロソフィア）」という語は、「愛（友愛）」を意味する名詞「フィロス（古希: φίλος）」の動詞形「フィレイン（古希: φιλεῖν）」と、「知」を意味する「ソフィア（古希: σοφία）」が合わさったものであり、その合成語である「フィロソフィア」は「知を愛する」「智を愛する」という意味がある。この語はヘラクレイトスやヘロドトスによって形容詞や動詞の形でいくらか使われていたが、名称として確立したのはソクラテスまたはその弟子プラトンが、自らを同時代のソフィストと区別するために用いてからとされている。
古典ギリシア語の「フィロソフィア」は、古代ローマのラテン語（羅: philosophia）にも受け継がれ、中世以降のヨーロッパにも伝わった。20世紀の神学者ジャン・ルクレール（en:Jean Leclercq）によれば、古代ギリシアのフィロソフィアは理論や方法ではなくむしろ知恵・理性に従う生き方を指して使われ、中世ヨーロッパの修道院でもこの用法が存続したとされる。一方、中世初期のセビリャのイシドールスはその百科事典的な著作『語源誌』(羅: Etymologiae)において、哲学とは「よく生きようとする努力と結合した人間的、神的事柄に関する認識である」と述べている。

### 日本語における「哲学」

#### 西周による「哲学」
日本で現在用いられている「哲学」という訳語は、大抵の場合、明治初期の知識人西周によって作られた造語（和製漢語）であると説明される。少なくとも、西周の『百一新論』（1866年ごろ執筆、1874年公刊）に「哲学」という語が見られる。そこに至る経緯としては、北宋の儒学者周敦頤の著書『通書』に「士希賢」（士は賢をこいねがう）という一節があり、この一節は儒学の概説書『近思録』にも収録されていて有名だった。この一節をもとに、中国の西学（日本の洋学にあたる）が「賢」を「哲」に改めて「希哲学」という語を作り、それをフィロソフィアの訳語とした。この「希哲学」を西周が借用して、さらにここから「希」を省略して「哲学」を作ったとされる。西周は明治政府における有力者でもあったため、「哲学」という訳語は文部省に採用され、1877年（明治10年）には東京大学の学科名に用いられ、1881年（明治14年）には『哲学字彙』が出版され、以降一般に浸透した。なお、西周は「哲学」以外にも様々な哲学用語の訳語を考案している。
「哲」という漢字の意味（および同義字）は「賢人・知者（賢）、事理に明らか（明）、さとし（敏）」などがある。字源は「口」＋音符「折」からなる形声文字である。

#### 「哲学」以外の訳語
「哲学」という訳語が採用される以前、日本や中国では様々な訳案が出されてきた。とりわけ、儒学用語の「理」あるいは「格物窮理」にちなんで、「理学」と訳されることが多かった。
17世紀・明末の中国に訪れたイエズス会士ジュリオ・アレーニ（艾儒略）は、西洋の諸学を中国語で紹介する書物『西学凡』を著した。同書のなかでフィロソフィアは、「理学」または「理科」と訳されている。
日本の場合、幕末から明治初期にかけて、洋学（西洋流の学問一般）とりわけ物理学（自然哲学）が、「窮理学」と呼称されていた。例えば福沢諭吉の『窮理図解』は物理学的内容である。一方、中江兆民はフィロソフィアを「理学」と訳した。具体的には、兆民の訳書『理学沿革史』（フイエ Histoire de la Philosophie の訳）や、著書の『理学鉤玄』（哲学概論）をはじめとして、主著の『三酔人経綸問答』でも「理学」が用いられている。ただし、いずれも文部省が「哲学」を採用した後のことだった。なお、兆民は晩年の著書『一年有半』で「わが日本古より今に至るまで哲学なし」と述べたことでも知られる。
上記の中国清末民初の知識人の間でも、「哲学」ではなく「理学」と訳したほうが適切ではないか、という見解が出されることもあった。
「理学」が最終的に採用されず、「哲学」に敗れてしまった理由については諸説ある。上述のように「理」は既に物理学に使われていたため、あるいは「理学」という言葉が儒学の一派（朱子学・宋明理学）の同義語でもあり混同されるため、あるいはフィロソフィアは儒学のような東洋思想とは別物だとも考えられたため、などとされる。上記の西周や桑木厳翼も、本来は「理学」と訳すべきだが、そのような混同を避けるために「哲学」を用いる、という立場をとっていた。
明治哲学界の中心人物の一人・三宅雪嶺は、晩年に回顧して曰く「もしも旧幕時代に明清の学問（宋明理学と考証学）がもっと入り込んでいたならば、哲学ではなく理学と訳すことになっていただろう」「中国哲学・インド哲学という分野を作るくらいなら理学で良かった」「理学ではなく哲学を採用したのは日本の漢学者の未熟さに由来する（漢学は盛んだったがそれでもまだ力不足だった）」という旨を述べている。

### 各言語における「哲学」
英語をはじめとした多くの言語で、古希: φιλοσοφίαをそのまま翻字した語が採用されている。例えば、羅: philosophia、英: philosophy、仏: philosophie、独: Philosophie、伊: filosofia、露: философия、阿: falsafahなどである。
漢語の本場である中国では、西周による「哲学」が、逆輸入されて現在も使われている。経緯としては、清末民初（1900年代前後）の知識人たちが、同じ漢字文化圏に属する日本の訳語を受容したことに由来する

## 定義

### 一般的定義
哲学の実践には、複数の一般的な特徴があるとされる。すなわち、理性的な探究の一形態であること、体系的であることを目指すこと、そしてそれ自体の方法と仮定を批判的に考える傾向があるということである。加えて、人間の状態の中心をなし、挑戦的で、厄介かつ、忍耐を必要とする問題に対する、注意深い熟考が求められる。
知恵を追求する哲学的探究では、一般的で基本的な問いを立てることを含む。このような営みは必ずしも単純な答えを導くわけではないが、特定の物事についての理解を深めたり、自らの人生を吟味したり、混乱を晴らしたり、自らを騙している先入観に基づく偏見を克服することの助けになる。例えば、ソクラテスは「吟味されざる生に生きる価値なし」と言い、哲学的探究を個人の実存と結びつけた。バートランド・ラッセルは「全く哲学に触れない者は、習慣的観念や生まれた時代、国家、そしてよく熟慮された自らの理性の協力と同意なしに自らの考えの中に根付いた信念からくる常識としての感覚から導き出される偏見の檻の中で人生を過ごすことになる」とした。

### 学術的定義
哲学にさらに正確な定義を与えようとする試みには議論があり、これらはメタ哲学で研究される。全ての哲学において共有される本質的な特性の集合があると主張するアプローチも存在すれば、より弱い家族的類似性しか持たないか、単なる無意味な包括的単語であると主張されることもある。明確な定義は、特定の学派に属する理論家によってのみ受け入れられる場合が多く、セーレン・オーヴァーガードらは、それらが正しいとすると哲学に属すと思われる多くの哲学の部分が「哲学」の名に値しなくなるという点で、修正主義的であるとしている。
一部の定義では、哲学をその方法（例えば、純粋な推論など）との関係によって特徴づけたり、その主題（例えば、世界全体における最も大きなパターンを見出そうとすることだったり、大きな問いに答えようとするようなこと）に焦点を当てたりする。このようなアプローチはイマヌエル・カントによって追究され、カントは、哲学の仕事を「私は何を知ることができるか？」「私は何をすべきか？」「私は何を望むか？」そして「人間とは何か？」の四つの問いを合わせたものであるとした。ただし、これらのアプローチは、それらが哲学以外の分野を含んでしまうという意味であまりに広範であるという問題と、哲学における下位分野をいくらか除外してしまうという点で狭すぎるという問題がある。
他の多くの定義では、哲学の科学との密接な関わりを強調する。このような見方では、哲学それ自体を正当な科学として理解することがある。W.V.O.クワインのような自然主義哲学者によれば、哲学は経験的だが抽象的な科学であり、特定の観測によるものではなく、広範な経験的パターンに関するものであるとされる。科学を基礎とした定義は一般に、なぜ哲学がその長い歴史の中で、科学と同様に、同程度まで発展しなかったのかという問題に行き当たる。この問題については、哲学は未成熟で暫定的な科学であり、一度発展した哲学の一分野はそれを以て哲学ではなくなるのだと考えることによって回避することができる。この考え方により、哲学は「科学の助産師」であると言われることがある。
また、科学と哲学の対照性に焦点を当てる定義もある。そのような概念における一般的なテーマは、哲学は意味と理解、言語の明快化に関するものであるということである。　ある視点によれば、哲学は概念分析であり、概念を適用するための必要十分条件を見つけることを含む。ある定義では哲学は考えることについて考えることとし、その自己批判的で、反省的な性質を強調する。また他の定義では、哲学を言語的治療であるとし、例えばルートヴィヒ・ウィトゲンシュタインは、哲学は混乱を招きやすい自然言語の構造によって人間が陥りやすい誤解を取り除くことを目的としているとしている。
エトムント・フッサールのような現象学者によれば、哲学は本質を追究する「厳密科学」とされる。現象学者は、現実についての理論的な仮定を根本的に停止して、「物事それ自体」つまり経験の中でもともと与えられていたものに立ち戻ることを実践する。また、このような経験における基本的な水準が、より高位の理論的知識のための土台を提供するものであり、より後に来るものを理解するにはより前にあるものを理解する必要があると主張する。
古代ギリシアとローマ哲学における初期のアプローチには、個人の理性的キャパシティを育てる精神的な実践が哲学であるというものが見られる。このような実践は哲学者の愛知の表現であり、思慮深い生活を送ることによって個人のウェルビーイングを向上させることが目的とされた。例えば、ストア派は哲学を心の鍛錬の実践であるとし、それによりユーダイモニアを達成し、人生を繁華させることを目指した。

### 辞書/辞典による定義
以下は日本語辞典『広辞苑』での「哲学」の説明：
なお、以下は哲学用語としての「学（がく）」の説明：
観念論的な形而上学に対して、唯物論的な形而上学もある。諸科学が分化独立した現在では、哲学は学問とされることが多いが、科学（人文科学）とされる場合もある。

### 哲学者による定義
近現代哲学において代表的な哲学者の言説を以下に記述する。
啓蒙思想時代の哲学者であり、またドイツ観念論哲学の祖でもあり、そして近現代哲学に大きな影響力を持ち続けている哲学者、イマヌエル・カントは、哲学について次のように説明している。
現代思想において、特に分析哲学に多大な影響を及ぼした哲学者、ルートヴィヒ・ウィトゲンシュタインは、哲学について次のように説明している。
現代思想において、特に大陸哲学に多大な影響を及ぼした哲学者、マルティン・ハイデッガーは、哲学について次のように説明している。

### その他
その他にも、以下のような使われ方があるとされる。
1. （近代以前の用法[注 9]）知的探究活動全般・学問全般を指す。したがって、学問に従事する人物全般・賢者全般が哲学者と呼ばれた[要出典][注 10]。
2. （中世ヨーロッパの大学制度）カリキュラムの自由七科を指す[54][6]。
3. （近現代の大学制度）人文科学の一分野（哲学科）を指す[注 11]。問題の発見や明確化、諸概念の明晰化、命題の関係の整理といった、概念的思考を通じて多様な主題について検討する研究分野である、などと説明される。この分野に従事する人物は哲学者または哲学研究者と呼ばれる[要出典]。
4. 「ニーチェの哲学」などのように、個々の哲学者による哲学探求の成果（思想）も哲学と呼ぶことがある[要出典]。
5. 「数学の哲学」「法哲学」などのように、各科学分野の「基礎論」、または実践に対する「理論」を指す[要出典]。
6. 宗教や神学と部分的に重複する[要出典]。
7. 現代英語のフィロソフィー（philosophy）は「哲学」・「哲学専攻コース」・「哲学説」・「人生［世界］観」・「達観」・「あきらめ」などを意味するとされる[55]。

## 哲学の対象・主題

### 哲学の対象・主題
紀元前の古代ギリシアから現代に至るまでの西洋の哲学を眺めてみるだけでも、そこには一定の対象というものは存在しない（他の地域・時代の哲学まで眺めるとなおさらである）。西洋の哲学を眺めるだけでも、それぞれの時代の哲学は、それぞれ異なった対象を選択し、研究していた。
ソクラテス以前の初期ギリシア哲学では、対象は（現在の意味とは異なっている自然ではあるが）「自然」であった。紀元前5世紀頃のソクラテスは < 不知の知 > の自覚を強調し、真理や人間の徳（アレテー）や「どう生きるべきか」を探求した。その弟子のプラトンや孫弟子のアリストテレスになると、人間的な事象と自然を対象とし、特にアリストテレスはリュケイオンを創立し膨大な講義ノートを書き残し壮大な体系を樹立した。ヘレニズム・ローマ時代の哲学では、ストア派やエピクロス学派など、「自己の安心立命を求める方法」という身近で実践的な問題が中心となった(ヘレニズム哲学は哲学の範囲を倫理学に限定しようとしたとしばしば誤解されるが、ストア派やエピクロス派でも自然学や論理学、認識論といった様々な分野が研究された。平俗な言葉で倫理的主題を扱った印象の強い後期ストア派でも、セネカが『自然研究』を著している)。
ヨーロッパ中世では、哲学の対象は自然でも人間でもなく「神」であったと謂われることが多い。しかし、カッシオドルスのように専ら医学・自然学を哲学とみなした例もある し、ヒッポのアウグスティヌスからオッカムのウィリアムに至る中世哲学者の多くは言語を対象とした哲学的考察に熱心に取り組んだ。また、中世の中頃以降は大学のカリキュラムとの関係で「哲学」が自由七科を指す言葉となり、神学はこの意味での「哲学」を基盤として学ばれるものであった。
さらに時代が下り近代になると、人間が中心的になり、自己に自信を持った時代であったので、「人間による認識」（人間は何をどの範囲において認識できるのか）ということの探求が最重要視された。「人間は理性的認識により真理を把握しうる」とする合理論者と、「人間は経験を超えた事柄については認識できない」とする経験論者が対立した。カントはこれら合理論と経験論を総合統一しようとした。
19世紀、20世紀ごろのニーチェ、ベルクソン、ディルタイらは、いわゆる「生の哲学」を探求し、「非合理な生」を哲学の対象とした。キルケゴール、ヤスパース、ハイデッガー、サルトルらの実存主義は、「人間がいかに自らの自由により自らの生き方を決断してゆくか」ということを中心的課題に据えた。
このように哲学には決して一定の対象というものは存在しなく、対象によって規定できる学問ではなく、冒頭で述べたように、ただ「philosophy」「愛知の学」とでも呼ぶしかない とされている。
主題
学問としての哲学で扱われてきた主題には、徳（アレテー）、美、善（古代ギリシアでは「美にして善なるもの」（καλοκαγαθία カロカガティア）という合成語も使われた）、イデア（観念）、倫理、正義、悪、真理（ヨーロッパ中世の哲学では真・善・美が価値あるものとされ探求された）、人間（人間性）、本質、同一性、普遍性、論理、命題、言語、意味、アルケー（起源、根源）、根本原理、因果性、原因、第一原因、神（この世界を生じさせる原因となった存在）、世界、存在（ある、ということ）、知識、理性、プシュケー（命、霊魂、心）、精神、自我、他我、現象、感覚、経験、行為、自由、時間、空間、歴史、などがある。
ソクラテスは「人はどう生きるのが望ましいのか」「どういう生き方が美しいのか？」「徳（アレテー）とは？」「善とは？ 悪とは？」について自問し、模索する哲学を展開した。これは、その後も問い続けられており、「人はどう生きるのが望ましいのか？」という問いは、現代でも多くの人により問い続けられているテーマである。
古代ギリシアのギリシア哲学、中世のスコラ哲学、ヨーロッパの諸哲学（イギリス経験論、ドイツ観念論など）と時代を経るにつれ、重視されるテーマは変化してきた。
なお、古代ギリシアから中世までは"自然"も哲学のテーマであったので、物体の運動、生命、生命の起源などの考察、動物の観察や生態の記述、動物の分類なども行われた（アリストテレス『動物誌』など）。自然を扱う哲学を中世では自然哲学といった。アイザック・ニュートンの時代でもそれはあくまで自然哲学であり、彼の代表著作『自然哲学の数学的諸原理』も書名は「自然哲学の....」であり、ニュートンも自分は自然哲学を行っていると思っていた
なおテーマごとに哲学は細分化され、たとえば歴史についてその定義や性質を論じるものは歴史哲学と、言語の定義や性質について論じるものは言語哲学と分類される。そして哲学の一分野であり、諸学の一部門でもあると考えられることが多い。
手法
なお、ソクラテスは対話法（ソクラテス的問答法）を用い、相手自身に答えさせ、その答えの中にある矛盾に気づかせ、反省させ、相手に価値観や行動の変容をもたらすという巧みな手法を用いた。
その延長上であるが、哲学にはひとりで自問自答を繰り返すという手法もある。すなわち自分自身で問いの文を作成して自分自身に問いかけ、ひとまず自分で回答を考え、次にその回答を自分自身で批判的に分析し、その矛盾点や問題点を徹底的に洗い出し、回答を改良したり、あるいは設問自体の根底に潜んでいる根本的な問題点・矛盾点を浮き彫りにし、ひとつ上の次元へと視点・論点を高め、今度はひとつ高い次元の問いかけを行いそれへの回答を考える、ということを繰り返してゆく方法である。
哲学では、定義の検討、定義されたそれはどのような性質を持つか、複数の立場・見解の間の整理も行われる。

## 哲学の分類

### 学派や立場
哲学ではしばしば多くの「学派」が語られる。これは、通常、特定の哲学者の集団（師弟関係であったり、交流があったりする場合も少なくない）に特徴的な哲学上の立場である。
古代ギリシア哲学、自然哲学、形而上学、実念論、唯名論、大陸合理主義、イギリス経験論、ドイツ観念論、超越論的哲学、思弁哲学、生の哲学、現象学、実存主義、解釈学、新カント派、論理実証主義、構造主義、プラグマティズム、大陸哲学
特定の学者や学者群に限定されない「立場」についても、多くの概念が存在している。言及される主要なものに、存在論、実在論、観念論、決定論、宿命論、機械論、相対主義、二元論、一元論、独我論、懐疑主義などがある。

### 主題
哲学は様々な形で細分化される。以下に挙げるのはそのなかでも特に広く用いられている分類、専門分野の名称である。
主題による区分（分野）
- 倫理学 - 倫理・道徳について検討するもの。古代ギリシアのアリストテレスが「ニコマコス倫理学」で体系化して以来、現代に至るまで続いている。たとえば現代のハーバード大学のマイケル・サンデル教授が主催し「犠牲になる命を選べるか？」などについて学生らに討論させる番組（『白熱教室』）も、まさにこの分野であり、現在でも熱い議論が行われることがある分野である。裁判官なども扱う案件・事件によっては倫理学的な問題で深く悩むことがあり、裁判官の倫理学的判断次第で新しい判決が下され判例となり、社会のありようを変化させる。今も、人工妊娠中絶、生殖補助医療、臓器移植、安楽死の是非、LGBTQ+の権利 等、重大で切実で深刻な判断・決断に倫理学的論点が関係している。
- 美学 - 美、芸術、趣味について検討するもの。アリストテレスが主に『詩学』そのほか『形而上学』や『トピカ』などで扱って以来、現代に至るまで続いている。
- 政治哲学 - 政治、様々な統治の様態にはじまり、政治的正義、政治的自由、自然法一般などについて検討するもの。アリストテレスが『政治学 (アリストテレス)|政治学』で扱って以来、現在まで続いている。
- 論理学の哲学 - 論理学について検討するもの。アリストテレスが『オルガノン』と呼ばれる著作群で扱い、『命題論』で命題構造や真偽について、『分析論前書』で三段論法の論理学的基礎を解説して以降発展した。
- 言語哲学 - 言語とは何か、言語の意味や形式や言語と真理の関係、などを検討するもの。アリストテレスが『命題論』や『オルガノン』で言語と意味の関係について論じてから発展した。
- 分析哲学 - 論理的言語分析の方法に基づいて、哲学の諸問題を検討するもの 。
- 生命倫理学 - 医療行為、環境破壊、死刑など生命にまつわる物事について、その善悪をめぐる判断やその根拠について検討するもの。
- 心の哲学 - 人間の意識や心と身体の関係、自由意志の有無などについて検討するもの。
- 法哲学 - 法について哲学的に検討するもの。
- 戦争哲学 - 戦争について考察するもの。
- 歴史哲学 - 歴史の定義、客観性についての考察、記述方法などを行う。
- 宗教哲学 - 神の存在等、宗教的概念について検討するもの。宗教とは何か、に関する哲学は18世紀ころに本格的に成立。
- 科学哲学 - 科学について検討するもの。17世紀のルネ・デカルトの諸著作、17世紀後半に起きたニュートンとライプニッツの物理世界に関する哲学の対立などを踏まえつつ18世紀のイマニュエル・カントが展開した時間・空間論などあたりから深まっていった。
- 物理学の哲学 - 空間、時間、物質など物理学で用いる基本概念など、物理学について検討するもの。
- 数学の哲学 - 数学について検討するもの。
- 教育哲学 - 教育の目的、教育や学習の方法について検討するもの。
- 環境哲学 -
- 哲学史 - 哲学の歴史的な変遷を研究するもの。
- それぞれの哲学をまたいで存立するような分野として、方法論、認識論・知識論、意味論、経験論、行為論などがある。

### 地域・言語
- ギリシア哲学（古代ギリシア哲学とも） - 古代ギリシアで古代ギリシア語を話す人々により行われた哲学
- イスラーム哲学（en:Islamic philosophy） - 中世にイスラーム世界の人々によって行われた哲学であり、古代ギリシア哲学をアラビア語に翻訳して継承しつつ、クルアーンが内包する哲学を融合させることもある。キンディー、ファーラービー、イブン・スィーナーなどが著名。
- ドイツ哲学（en:German philosophy） - ドイツあるいはドイツ語圏の人々により行われた哲学
- フランス哲学（en:French philosophy） - フランスあるいはフランス語圏の人々により行われた哲学
- イギリス哲学（en:British philosophy） - イギリスの人々により英語で行われた哲学
- アメリカ哲学 - アメリカ合衆国の人々によって行われた哲学
- インド哲学 - インドで行われた哲学
- 日本哲学 - 日本あるいは日本語で行われた哲学
- 西洋哲学と東洋哲学

### 他の分類法
貫成人が次の三つの種類に哲学を分類している。即ち、「絶対的存在の想定」型、「主観と客観の対峙」型、「全体的なシステムの想定」型の三つである。第一のタイプは自然、イデア、神といったすべての存在を説明する絶対的原理の存在を前提するものであり、古代や中世の哲学が含まれる。第二のタイプは認識の主体に焦点を当てて主観と客観の対立図式に関する考察を行うもので、近世や近代の哲学は主にこのタイプとされる。第三のタイプは人間を含む全ての存在を生成するシステムをについて考えるもので、クロード・レヴィ＝ストロースの構造やルートヴィヒ・ウィトゲンシュタインの言語ゲームがこれに該当する。第一のタイプの絶対的存在が自身は常に同一にとどまりつつ他の物体に影響を与えるのに対し、第三のタイプの全体的なシステムは可変的であるという。

## 歴史

### 西洋哲学

#### イスラーム哲学
古代ギリシャ哲学はイスラム世界に受け継がれ、イスラム世界において、アッバース朝のカリフ、マームーン（786年-833年）は国家的事業として、ギリシャ語文献を翻訳させた。翻訳センター・研究所・天文台である「知恵の館」が設けられた。翻訳の大半は、ヤコブ派、ネストリオス派などの東方キリスト教徒が、シリア語を介して行った。
ギリシャ哲学のアラビア語への翻訳で中心を占めたのは、アリストテレスとその注釈者の著作であった。
ネオプラトニズムについては、プロティノスやプロクロスの原典からの直接の翻訳が行われず、ネオプラトニズムの著作がアリストテレスの著作だとして伝わることになった。
キンディーはイスラーム最初の哲学者と言われる。イブン=ザカリーヤー・ラージーは、アリストテレスの哲学ではなく、原子論やプラトン主義の影響を受けた珍しい哲学を展開した。ファーラービーは、神から10の知性（=ヌース）が段階的に流出（放射）すること、そして第10の知性が月下界を司っている能動知性で、そこから人間の知性が流出している、という理論を打ち立てた。政治哲学の分野でも、アリストテレスを採用せず、（ネオプラトニスムでは忘れられていた）プラトン的政治論を採用した。イブン＝シーナー（アヴィセンナ）はイスラーム哲学を完成させたと言われている。
イスラームのイベリア半島（スペイン）においては、イブン＝ルシュドが、アリストテレス研究を究め、アリストテレスのほぼ全著作についての注釈書を著した。そしてイブン＝シーナーのネオプラトニスムを廃し、純粋なアリストテレス主義に回帰しようとした。

#### ヨーロッパ哲学
ヨーロッパ哲学の大きな特徴として、「ロゴス（言葉,理性）の運動を極限まで押し進めるという徹底性」 があり、古代、近代、現代といった節目を設けて根底的な相違を見出すようなことが比較的容易であると言える。古代、近代、現代といった枠組みの中でも大きく研究姿勢が異なる学者、学派が存在する場合も珍しくない。

### 東洋哲学

#### 東洋に哲学は有ったか
上述のように、哲学は西洋の伝統である。これに対し、東洋の似た伝統は「東洋哲学」と呼ばれ「インド哲学」「中国哲学」「日本哲学」などが下位分野とされる。
日本では、複数の大学に「哲学科」と並んで「東洋哲学科」にあたる諸学科が置かれている。これは明治時代の東京大学の学科編成にさかのぼる。当時東大教授だった井上哲次郎は、日本の「東洋哲学」研究の開拓者とされる。
一方で、「東洋に哲学は無い」とする見解もある。例えば、ジャック・デリダは2001年に訪中した際「哲学は西洋の伝統であり、中国に哲学はない」という旨の発言をしたとされる。
「東洋に哲学は有ったか」という問いは、哲学の定義とも関わるメタ哲学的な問いであり、一定の答えはない。

#### インド哲学
哲学の中でもインドを中心に発達した哲学で、特に古代インドを起源にするものをいう。インドでは宗教と哲学の境目がほとんどなく、インド哲学の元になる書物は宗教聖典でもある。インドの宗教にも哲学的でない範囲も広くあるので、インドの宗教が全てインド哲学であるわけではない。

#### 中国哲学
中国では、春秋戦国時代に諸子百家が現れた。中でも老子や荘子の道家、孔子や孟子、荀子らの儒家がよく取り上げられる。時代が下ると、南宋では形而上学的思索を含む朱子学が生まれ、明代には朱子学を批判して陽明学が登場した。

#### 日本哲学
日本哲学は、伝統的には仏教や中国の影響を受けて来た。現代では西洋の影響も受けている。
現代日本の哲学科における哲学研究は、西洋哲学を紹介するだけの「輸入学問」であり、哲学史を研究するだけの「哲学学」に過ぎない、という見解もある。言い換えれば、日本の哲学研究者の大半は、本来の哲学からかけ離れた活動をしているとされる。
中江兆民は、日本にルソーなどを紹介した一方、晩年の『一年有半』（1901）で「わが日本古より今に至るまで哲学なし」と述べ、同時代の井上哲次郎を「哲学者と称するに足らず」と批判した。
西田幾多郎は、フッサール現象学などの西洋哲学および仏教などの東洋哲学の理解の上に、『善の研究』（1911）を発表、知情意が合一で主客未分である純粋経験の概念を提起した。またその後、場所の論理あるいは無の論理の立場を採用した。彼の哲学は「西田哲学」と呼ばれるようになった。
井筒俊彦は、イスラーム思想を研究し、Sufism and Taoism（1966-67、1983）では、イスラームと老荘の神秘思想を分析し、それらがともに持つ一元的世界観を指摘し、世界的にも高い評価を得た。そして晩年には『意識と本質』（1983）などを著し、東アジア・インド・イスラーム・ユダヤの神秘主義を元に、ひとつの東洋哲学として構造化することを試みた。

## 特徴

### 哲学と宗教
哲学と宗教は共に神の存在に関連している分野である。そのため厳密な区分は難しい。宗教と神学と哲学の境界は必ずしもはっきりしない。ただ、合理的な追求を試みる態度によって異なっている、とする人もいる。
西洋哲学の萌芽ともいえるソクラテス以前の哲学の中には、それまでの迷信を排したものがある。例えばホメロスの詩は、それまでの民衆の狂信的要素を極力退けているものになっていると言われる。この点古代ギリシア人及びその哲学には二つの傾向が見られた。一つは合理的で冷静、もう一つは迷信的で熱狂的であるというものであり、彼らはその合理性によって多くの迷信を克服したが、恐怖や苦難に見舞われた際に以前の迷信が再び頭をもたげた。
オルフェウスは‘清めの儀式’や天上・地獄の教義について述べていて、後のプラトンやキリスト教に影響を与えた。日本の仏教でも、例えば極楽浄土と地獄に関する教え等を説いている。プラトンは永遠で恒久なる存在について考えたが、彼の場合は少なからず認識といった知的なアプローチを説いた。後世においてライプニッツは、時間の絶対性の観点からして時間の始源より以前に時間を遡ることが論理的に不可能であるとし、その始源に神の座を据えたと言われる。現代では宇宙のビッグバン説や、時間の相対性といった発想が反論として挙げられるだろう。
宗教や神の存在に関する知的な理解を求めた人々は、しばしば哲学的な追究をし、逆に信仰生活（実践）に重点を置いた人々は、哲学的に手のこんだ解釈やへ理屈めいた議論を敬遠したといえるだろう。同じ宗教にたずさわりながら、知的に優れ業績を残した人もいれば、実践を重んじ困っている人を助けることを日々実行する人もいれば、迷信的なものにとらわれた人もいた。信仰心のあつい人は、しばしば、哲学をする人の中に、詭弁で他人を議論の袋小路に追い込む酷薄な人を見てとり、哲学者を不信の目で眺めた。ただし、知的なだけでなく、人格的にも傑出した哲学者に限れば、人々の尊敬を広く集めた。
また哲学と宗教との差異として、なにがしか「疑ってみる」態度の有無が挙げられることがある。宗教ごとに性質は異なるので一括りに語ることは難しいが、例えばアブラハムの宗教など）には信仰の遵守を求めるドグマ性がある、時として疑問抜きの盲信を要求しがちな面があるとして、比較されることはある。
18世紀～19世紀ごろから自然科学が成功を収め神的なものに疑問符が突きつけられるようになったため、唯物論思考など神を介しない考え方も力を得てきている
一方、古代から、否定的確証にも肯定的確証にも欠けるとして科学・宗教いずれの見解も留保する不可知論的立場もあり、これは現代でも支持者がいる。
中世哲学研究者の八木雄二は、「神について学問的分析をすることを『神学』と呼び、自然的な事柄全般についての学問的分析を『哲学』と呼」ぶのが一般的風潮であると提言したうえで、それを翻して、「哲学とは理性が吟味を全体的に行うことと理解すれば、キリスト教信仰を前提にしたあらゆる理性的吟味は、キリスト教哲学ということもできるし神学と呼ぶこともできる」と自説を主張している。つまり、哲学を理性的な吟味を行うことと定義し、その定義より神学は哲学に含まれると述べているのである。
フランシス・マクドナルド・コーンフォードは著書『宗教から哲学へ―ヨーロッパ的思惟の起源の研究』で、「哲学は、神話・宗教を母体とし、これを理性化することによって生まれてきた」といった哲学史観を示している。これは今日一般的な哲学観であり、中世哲学史家のエティエンヌ・ジルソン、科学哲学者のカール・ポパー もこれと同じ哲学観を持っている。
哲学と思想、文学や宗教の関係について、相愛大学人文学部教授の釈徹宗は「哲学や思想や文学と、宗教や霊性論との線引きも不明瞭になってきています。」と述べている。哲学者・倫理学者である内田樹は、「本物の哲学者はみんな死者と幽霊と異界の話をしている。」と述べている。

### 哲学と思想
「哲学」と「思想」を峻別するという哲学上の立場がある。永井均は、哲学は学問として「よい思考」をもたらす方法を考えるのに対し、思想はさまざまな物事が「かくあれかし」とする主張である、とする。ソクラテス以来の西欧哲学の流れによれば、知を愛するという議論は、知を構築する方法を論じるという契機を含んでおり、思考をより望ましいものにするための方法の追及こそが哲学である、という主張である。ところが実際には「よい思考の方法」を見出したとしても、現実に適用するにあたっては「それを用いるべき」と主張の形で表出することになるため、哲学は思想としてしか表現されないことになる。このために思想と哲学の混用は避けられない。
哲学と思想を区分することのメリットは具体的な使用事例で発見することができ、たとえば思想史と哲学史は明らかに異なる。通常は思想家とされない人物でも、その行動や事業を通して社会に影響を与えた場合には思想史の対象となる。これに対して哲学史の対象は哲学者の範囲にとどまり、哲学を最大限に解釈したとしても、政治家や経営者が哲学史で論じられることはない。しかし思想史においては、実務を担当し世界の構造を変えようとした人々は思想史の対象として研究対象になる、とする。
一方で小坂修平は別の立場をとり、「哲学と思想の間に明確な区別はない。思想は、一般にある程度まとまった世界なり人間の生についての考え方を指すのにたいし、哲学はそのなかでも共通の伝統や術語をもったより厳密な思考といった程度の違い」 であるとする。小阪はこの区別に基づき、19世紀後半から20世紀前半にかけて生まれてきた思想は分析哲学や現象学を除けば哲学の枠組みには収まらず、現代思想になるとする。

#### 人文科学との関係
一部の哲学は、理知的な学問以外の領域とも深く関わっている点に特徴がある。古代ギリシア哲学が詩と分かちがたく結びついていたこと、スコラ哲学や仏教哲学のように、信仰・世界観・生活の具体的な指針と結びついて離れない例があることなどが指摘できる。理性によって物事を問いながらも、言葉を用いつつ、人々の心に響く考えやアイディアを探すという点では文学などの言語芸術や一部の宗教と通じる部分が多い。
哲学者の名言が多いのはそのためでもある。例えば日本では大学の主に文学部の中の「哲学科」で哲学を学ぶが欧米には「哲学部」という学部が存在する。
八木雄二は、前節で述べたように哲学を理性的な吟味を行うことと定義した上で、人文科学は「哲学によってその事実内容が真であるかどうかの批判的吟味を受けることによって学問性を明らかにする」と述べている。自然科学は数学的方法を適用することで、数学的方法を適用できない人文科学は哲学によって、それらが理性的であるかが確認でき、そういった数学的方法や哲学的吟味を受容してこそそれらは学問として認められるのだと彼は主張している(生物学のようにどちらの側面も持っていて、数学的方法に還元できない部分では哲学的吟味を受けるような学問もあるという)。

### 学問分野としての哲学の特徴
哲学を学ぶということについて、イマヌエル・カントは「人はあらゆる理性学（ア・プリオリな）の内で、ただ数学をのみまなぶことができるが、しかし哲学（Philosophie）をば（それが歴史記述的でない限り）決して学ぶことはできない」「理性に関しては、せいぜいただ哲学すること（Philosophieren）を学ぶことができるだけである」 という。その上でカントは「理性の学的な理論的使用は哲学か、もしくは数学のどちらかに属する」と主張している。
三森定史は、科学と哲学は区別されるべきであり、科学が外観学（意識外で観察されるものを収集することで法則を立てる学問）であるのに対して哲学は内観学（意識内での観照から一般法則を導き出す学問）であるとする。また三森は大学でおこなわれているいわゆる「哲学」（哲学・学）への批判を込めて「大学での哲学研究は外観学に含まれる」 としている。

#### 論理学と哲学
伝統的に論理学は哲学の一分野として研究されてきた。論理学は伝統的にわれわれの推論のパターンを抽出することを目的としてきた。特に伝統的な論理学においては、前提が正しければ確実に正しい結論を導くことができる手法としての三段論法が主な研究の対象であった。
推論の厳密さを重視する哲学においては論理学は主要な研究の対象であり政治や弁論術、宗教、数学や科学の諸分野において論理学は重要な研究の対象であり続けた。古代の哲学者たちはしばしば現代でいう論理学者や数学者を兼ねていた。
論理学の直接の関心は推論の妥当性にあり、かならずしも人間や社会や自然の諸事象が考察の焦点にならない（この点で論理学は哲学の他の分野とは性格が異なる）。もし疑いようのない前提から三段論法を用いて人間や社会や自然の諸事象についての結論を導き出すことができるならそれは非常に強力な結論となりうる。哲学者たちが論理学を重視してきたことは当然といえるだろう。
哲学的論理学においてはしばしば推論規則そのものの哲学的な正当性が問題となってきた。古典論理については排中律の是非が問題となってきたし、帰納論理についてはそもそも帰納論理なるものが成立するのかどうか自体が問題となった。こうした検討は認識論や科学哲学といった他の分野にも大きな影響を与えてきた。20世紀の初頭までには古典論理による推論の限界が明らかにされる一方でその公理系そのものを懐疑する視点から様相論理学、直観論理や矛盾許容論理などの展開も提示されている。

### 広義の哲学の特徴
広義の哲学は思索を経て何かの意見や理解に辿り着く営みであり、そのような営みの結果形成されたり選ばれたりした思想、立場、信条を指すこともある。例えば、「子育ての哲学」「会社経営の哲学」などと言う場合、このような意味での哲学を指していることが多い。
また、哲学は個々人が意識的な思索の果てに形成、獲得するものに限定されず、生活習慣、伝統、信仰、神話、伝統芸能や慣用表現、その他の文化的諸要素などと結びついて存在している感受性、価値観、世界観などを指す場合もある。つまり、物事の認識・把握の仕方、概念、あるいは発想の仕方のことである（こうしたものは思想と呼ばれることも多い）。
このような感受性や世界観は必ずしも理論体系として言語によって表現されているわけではないが、体系性を備え、ひとつの立場になっていると考えられることがしばしばある。
貫成人は「モノづくりの哲学」や「料理の哲学」などといった俗な用例に着目し、哲学とはすべての物事を説明する普遍的原理を追求するものであるが、それにもかかわらずそういった哲学に違いが生まれるのは、時代・場所が異なり、哲学する人がどこまでを「すべて」に含めるかが異なることによるためだとする。

## 哲学への批判

### 近代的、現代的事例

#### 現代学際科学からの批判例
ボニーノほか（2021）によると、分析哲学者らの間で「有力」とされている見解では「論理学は分析哲学の手法として、広く応用されてますます洗練されてきている」。（分析哲学は『百科事典マイペディア』で、「現代の英米哲学を代表する思潮」であり、超越的に思弁するのではなく言語を論理的・社会的に分析する哲学であるとの掲載あり。）
一方でボニーノほか（2021）は、分析哲学における論理学の特徴を明確化するために、1万2322件の分析哲学論文を対象とする計算言語学的な分析を行った。その結果、分析哲学論文の中の約4分の3（74.62%）は論理学を一切含んでいなかった。また、分析哲学論文の中で論理学の洗練度は、時代とともに上昇しているとはいえ比較的低いままであることも判明した。「このデータによれば『全体として』、分析哲学の中に存在する論理学のほとんどを全面的に理解することは、論理学の導入部分を越えることでさえない」とボニーノほか（2021）は結論した。
分析哲学と大陸哲学の議論の方法のパターンには、統計的な有意差は存在しないとの論文（ミズラヒ＆ディキンソン 2021）もある。

#### 現代理工学からの批判例

##### 数学・論理学からの批判例
数学者・論理学者である田中一之は
と記した。計算機科学者（コンピュータ科学者）・論理学者・電子工学者・哲学博士（Ph.D. in Philosophy）であるトルケル・フランセーンは、哲学者たちによる数学的な言及の多くが
と批判した。田中によると、ゲーデルの不完全性定理について哲学者が書いた本が、フランセーンの本と同じ頃に書店販売されていたが、哲学者の本は専門誌によって酷評された。その本は全体として読みやすく一般読者からの評判は高かったが、ゲーデルの証明の核（不動点定理）について、根本的な勘違いをしたまま説明していた。同様の間違いは他の入門書などにも見られる。
フランセーンによれば、不完全性定理のインパクトと重要性について、しばしば大げさな主張が繰り返されてきた。たとえば
「数学の思考に変革をもたらした」「数学ばかりでなく、科学全体も一新した」
「数学だけではなく、哲学、言語学、計算機科学と宇宙論にまで革命を起こした」

という言があるが、これらは乱暴な誇張とされる。不完全性定理が一番大きな衝撃を与えたと思われる数学においてさえ、「革命」らしきものは何も起きていない。1931年にゲーデルが示した「不完全性定理」とは、「特定の形式体系Pにおいて決定不能な命題の存在」であり、一般的な意味での「不完全性」についての定理ではない。不完全性定理以降の時代にも、数学上の意味で「完全」な理論は存在し続けているが、“不完全性定理は数学や理論の「不完全性」を証明した”というような誤解が一般社会・哲学・宗教・神学等によって広まり、誤用されている。
数学者ダヴィット・ヒルベルトは「数学に“イグノラビムス（ignorabimus, 永遠に知られないこと）”はない」と述べた。数学上に不可知は無く、全ての問題は最終的に解決されるというヒルベルトのこの見方は、「ノン・イグノラビムス」として知られている。ゲーデル自身も以下の、「ノン・イグノラビムス」的なヒルベルト流の見解を持っていた。
哲学等において「不完全性定理がヒルベルトのプログラムを破壊した」という類の発言がよくあるが、これは実際の不完全性定理やゲーデルの見解とは異なる。正確に言えば、ヒルベルトの目的（数学の「無矛盾性証明」）を実現するには手段（ヒルベルト・プログラム）を拡張する必要がある、ということをゲーデルが不完全性定理を通して示したのだった。日本数学会が編集した『岩波　数学辞典』第4版では、不完全性定理について次の通り記されている。

##### 量子論・理論物理学からの批判例
哲学者は、科学とは違う日常的言語で「宇宙」や「存在」を語ろうとしてきた。しかし、量子論を創設した一員である理論物理学者ポール・ディラックは、哲学者をことさら信用していなかった。ディラックが居た頃のケンブリッジ大学で、一番の論客として鳴らしていたのは哲学者ルートヴィヒ・ウィトゲンシュタインだったが、彼を含め哲学者たちは、量子波動関数や不確定性原理について的外れなことばかりを発言し記述しており、ディラックの不信は嫌悪に変わった。ディラックが見たところ、哲学者たちは量子力学どころか、パスカル以降の「確率」の概念さえ理解していない。
ディラックの考えでは、非科学的な日常的言語をいくら使っても、正確な意思疎通を行うことはできない。量子力学を説明してくれと言う家族や友人に対してディラックは、「無理です」と言って黙り込むのが常だった。どうしても説明してほしいと迫る友人に、ディラックは「それは目隠しした人に触覚だけで雪の結晶がなにかを教えるようなもので、触ったとたん溶けてしまうのだ」と返した。
宇宙の背後にある「語り得ぬもの」または「無」について、ウィトゲンシュタインは「もちろん言い表せないものが存在する。それは自らを示す。それは神秘である」と述べたが、こういった哲学的考えは、理論物理学者から疑問視されている。何故なら、「語り得ぬ」はずの「無」について、科学的に言語化する手がかりが既に見つかっているからである。例えばペンローズの「ツイスター理論」、アシュテカーの「ループ重力理論」、ロルとアンビョルンの「因果的動的三角分割理論」等の研究が進められている。

##### 物理学・宇宙物理学からの批判例
『科学を語るとはどういうことか』の中で宇宙物理学者の須藤靖は、科学についての哲学的考察（科学哲学）が、実際には科学と関係が無いことを指摘した。
須藤は、哲学的に論じられている「原因」という言葉を取り上げて、「原因という言葉を具体的に定義しない限りそれ以上の議論は不可能です」と述べており、「哲学者が興味を持っている因果の定義が物理学者とは違うことは確かでしょう」と述べた。科学哲学者・倫理学者の伊勢田哲治は、「思った以上に物理学者と哲学者のものの見え方の違いというのは大きいのかもしれません」と述べた。
須藤によると、学問の扱う問題が整理され分化したことで、科学と哲学もそれぞれ異なる問題を研究するようになった。これは「研究分野の細分化そのもの」であり、「立派な進歩」だと須藤は言う。一方で伊勢田は、様々な要素を含んだ「大きな」問題を哲学的・統一的に扱う、かつての天文学について言及した。「その後の天文学ではその〔哲学的〕問題を扱わなくなりましたし、今の物理学でもそういう問題を扱わない」と述べた伊勢田に対し、須藤は「その通りですが、それ自体に何か問題があるのでしょうか」と返した。
対談で須藤は「これまでけっこう長時間議論を行ってきました。おかげで、意見の違いは明らかになったとは思いますが、果たして何か決着がつくのでしょうか？」と発言し、伊勢田は「決着はつかないでしょうね」と答えた。

##### 脳神経科学・コンピュータ科学・AI研究からの批判例
「心」や「意識」という問題を解明してきた脳神経科学・計算機科学（コンピュータサイエンス）・人工知能研究開発等の文脈において、神経科学者・分子生物学者フランシス・クリックは
と批判した。クリックのような観点では哲学は「二流どころか三流」の学問・科学に過ぎない、と科学哲学者の野家啓一は述べた。
また、脳科学者の澤口俊之はクリックに賛同し、「これは私のため息まじりの愚痴になるが、哲学者や思想家というのはつくづく「暇」だと思う」と述べた。実際、哲学は暇（スコレー）から始まったとアリストテレスが伝えており、澤口のような否定的発言も的外れではないと野家は述べた。

##### 生物学・進化生物学からの批判例
2018年刊行の『利己的な遺伝子 40周年記念版』において、進化生物学者リチャード・ドーキンスによる序文では「多くの批判者、とりわけ哲学を専門とする声高な批判者たちは、タイトルだけで本を読みたがる」とある。前掲書の第一章では次のようにある。
また進化生物学者・社会生物学者のロバート・L・トリヴァースは1976年、前掲書の初版へ以下を寄稿した。
同時にトリヴァースは「定量的データ」による実証を強調しており、1980年に動物行動学者の日髙敏隆は「この本に書かれた内容を完全に理解するためには、数学の言葉が必要である」と記した。
哲学や人文学からの批判は、生物学へ、そして生物学について解説したドーキンスへ向かった。その批判は例えば、遺伝子の理論を極端に単純化して捉えつつ、遺伝子との関連が薄い事物を同列に置いていた（「遺伝子は利己的でも非利己的でもありえない。原子がやきもち焼きだったり、ゾウが抽象的だったり、ビスケットが目的論的だったりすることがありえない以上に」等）。批判に対しドーキンスは、前掲書の中で「利己的」等の生物学用語を挙げつつ「このような言い回しは、それを理解する十分な資格を備えていない（あるいはそれを誤解する十分な資格を備えたというべきか？）人間の手にたまたま落ちるということさえなければ、無害な簡便語法である」と反論した。彼は次のようにも記した。
また前掲書中でドーキンスは、文化的自己複製子「ミーム」の理論に関して
とも述べた。彼の理論では、破壊的で危険なミームの典型例は宗教であり、「信仰は精神疾患の一つとしての基準を満たしているように見える」。
なお進化生態学者・岸由二は2018年、『利己的な遺伝子 40周年記念版』を「名著」と記した。

#### 現代哲学からの批判例

##### 非専門性への批判例
哲学者の中島義道は2016年に、哲学は「何の役にも立たない」のであり「哲学に『血税』を使う必要などない」と述べており、哲学科については、大幅な縮小か別の組織に統合させるべきだとしている。
思想家・博士（学術）の東浩紀は「哲学はひとことでいえば一種の観光である」「哲学に専門知はない」と2015年に述べている。

##### 制度性への批判例
哲学者の森岡正博は1999年の論考で、日本の大学や哲学教室、倫理学教室、学会や懸賞論文は制度化されており、本来答えるべき哲学的課題に向き合えていないと批判している。学会は文献学、特定個人の思想、著名哲学者の思想に偏重しており、直面した根本問題を検討することを「次の機会」に先延ばしすることに特徴があるとしている。哲学の<純粋探求>の凄みと快楽は理解するものの、それは本当に向かい合うべき問いから巧妙に逃げているのではないか、と問題提起する。

##### 哲学的暴力への批判例
社会哲学書『ヒトラーの哲学者たち　Hitler's Philosophers』を2014年に翻訳した、三ツ木道夫（比較社会文化学博士）と大久保友博（人間環境学博士）によると、人文学者がナチス・ドイツという暴力を擁護したことは、ある種の「人文学の敗北」、「教養主義の挫折」である。何故なら、人間は教養を身に付けたり本や音楽に感動したりすることで素晴らしい存在になるはずだったにも関わらず、そのような人文学的人間が不条理な暴力を認め加担しているからだという。三ツ木と大久保は
と記した。批評家ジョージ・スタイナーも次のように批判した。
三ツ木と大久保は「訳者あとがき」で
と締めくくった。
社会哲学者イヴォンヌ・シェラットの『ヒトラーの哲学者たち』によると、第三帝国ナチス・ドイツは様々な形で哲学者たちと相互協力しており、アドルフ・ヒトラー自身も「哲人総統」、「哲人指導者」を自認して活動していた。
シェラットは以下のように記した。
「第三帝国」という概念について、『日本大百科全書』には以下の解説がある。
シェラットによれば、「ナチ哲学者」の多くは刑罰から逃れて学界に残った。例えばマルティン・ハイデガーは21世紀でも、哲学における「スター」のような学者として見なされ続けている。かつて1933年にナチ党員となったハイデガーは、学術機関の「新総統」と公称し、また他者から「大学総統」とも呼称されるようになった。ハイデガーが「新総統」を宣言したのはナチ党員になって三週間後の1933年5月27日、彼がフライブルク大学新総長としてハーケンクロイツを掲げる就任演説を行った時だった。ハイデガーは聴衆のナチ党員たちと同種の隊服を着ており、ナチ式敬礼をして壇上に登ると、ナチズムを「精神的指導」、「ドイツ民族の運命に特色ある歴史を刻み込んだあの厳粛な精神的負託」と呼び、ナチズムによって「初めて、ドイツの大学の本質は明晰さと偉大さと力をもつに至るのである」と述べた。
ハイデガーはナチス内での出世を目指したが、彼は当世風な社会進化論者というよりロマンチックで文化的なナショナリストであると見なされ、出世は頭打ちになった。それでもハイデガーは哲学者かつ「大学総統」として、人種的排外主義においても行動していた。彼は

国民社会主義〔ナチズム〕の内的真理と偉大さ

を論じたり、地方の文部大臣に「人種学および遺伝学」のポスト新設を要請して

国家の健康を保全するために … 安楽死問題が真剣に熟慮されるべきである

と主張したりした。
1935年にはハイデガーが「形而上学入門」という題の講義を始めており、再び

この運動〔ナチズム〕の内的真理と偉大さ

を論じた。かつての同僚かつ友人だった哲学者カール・レーヴィットと対面した時も、ハイデガーはヒトラー賛美を変えなかった。レーヴィットの論考によれば、ハイデガーのナチズムは《ハイデガーの哲学の本質に基づくもの》であり、深い忠誠から由来している。そしてハイデガーの「存在」や「在る」という概念は、《形而上学的なナチズム》であるとレーヴィットは述べた。またハイデガーは自著『存在と時間』で、かつての恩師かつ友人だったユダヤ人フッサールへの献辞を載せていたが、その献辞を削除することを出版社に快諾した。
ハイデガーは「国民社会主義大学教官同盟フライブルク科学協会」から、

国民社会主義〔ナチズム〕の先駆者たる党同志

とも呼ばれるようになった。彼は「ナチ哲学者」たち──アルフレート・ローゼンベルク、カール・シュミット、エーリヒ・ロータッカー、ハンス・ハイゼ、アルフレート・ボイムラー、エルンスト・クリークなど──とおおよそ友好的付き合いを続けると同時に、ナチズム教育を学生全般へ実行していった。そこでハイデガーは《人権・道徳・憐憫は時代遅れの概念であり、ドイツの弱体化を防ぐため哲学から追放されるべきだ》などと論じていた。1942年の講義（ヘルダーリンの詩歌『イースター』についての講義）でも彼は、ナチズムと「その歴史的独自性」を一貫して高評価していた。
かつてハイデガーの親友だった哲学者カール・ヤスパースは、ハイデガー、シュミット、ボイムラーという三人の哲学者は
と結論した。
ハイデガーの愛人だったユダヤ人哲学者ハンナ・アーレントは、「ハイデガーを潜在的な殺人者だとみなさざるをえないのです」と公刊著作で批判した頃もあった。しかしハイデガーと再会後のアーレントは、彼の本を世界中で出版させるためにユダヤ系出版の人脈を使って努力した。シェラットいわく「ハンナは、現代哲学の様相を一変させる計画に手をつける」ことになった。ナチスの戦争捕虜だった著名なフランス人哲学者ジャン＝ポール・サルトルさえも、ハイデガー哲学を自分の思想に取り入れて彼を支援した。
アーレントは、ナチズムと哲学との繋がりを切り離そうとするようになった。例えば彼女は、アドルフ・アイヒマンを中心に「悪の陳腐さ」やナチスの「凡庸さ」、知性の無さを論じる政治哲学書を複数執筆していった。しかし、これはホロコースト生存者からの反発をも生むことになった。その原因は例えば、
- アイヒマンが裁判を受けている最中に《自分はカントの道徳哲学と定言命法に従っただけだ》などと、ヒトラー同様に哲学を引用して自分の知的根拠としていたこと
- アーレントはこの裁判を傍聴していたにも関わらず、ナチスの哲学性を軽視・無視して論じたこと

などだった。
社会看護学者ダンカン・C・ランドールと健康科学者アンドリュー・リチャードソンの論文によれば、ハイデガー思想などのナチ哲学へ向けられる擁護には、《哲学とは文化的に中立で政治から切り離されているもの》だという考え方が含まれている。しかしそもそもこの考え方自体が、哲学における特定の政治的・文化的な立場を有利にしようとしている。ここでは、哲学は政治的であり文化的に非中立なものだとする考え方が拒絶されている、と同論文は述べる。
同論文によれば、哲学的テクストの文化的中立性や非政治性をいくら主張したところで、哲学的テクストが文化や政治に巻き起こした「行動」（action）も「行動しないこと」（inaction）も、消え失せるわけではない。何故なら、いかなる哲学も行動も「文化的かつ政治的」（cultural and political）であり、また、何らかの哲学や行動を選ばないこと自体も一種の文化的・政治的行動であるからだと言う。
必要とされているのは「政治的・文化的な側面を我々に見えなくさせるハイデガーの解釈主義を拒絶すること」である。《哲学者（ハイデガー）たち自身についてはともかく、哲学的著作物については批判すべきでない》というような考え方は、（政治的・文化的な文脈からの）批判的研究を無視している。それは検証を無視したり、過ちを繰り返したりすることに繋がると同論文は結論した。

##### 哲学的限界への批判例
哲学の活動、すなわち理性や言語による思考には限界や欠陥があり、人間の豊かな感性、感情を見落としがちであり、哲学は学問分野としてそのような本質的限界、欠陥を抱え込んだ分野であると批判されることもある。

### 歴史的事例

#### 古代における批判と反論の例
古代ギリシャでは、哲学が役に立たないという観点もあった。アリストテレスは自著『政治学』において、哲学者は儲けることができるものの儲け以外に野心を持っているという逸話を示すことで反論した。

#### 宗教からの批判例
コロサイの信徒への手紙の中でパウロは哲学を「むなしいだましごと」と称している箇所がある。